# Escudo de Morelos
El escudo de Morelos representa la "fertilidad de la tierra". También representa los ideales y aspiraciones revolucionarias.
Sobre ella aparece una estrella y un listón plateado con la leyenda "Tierra y Libertad" y alrededor se puede leer el lema revolucionario: "La tierra volverá a quienes la trabajan con sus manos", frase del morelense Emiliano Zapata Salazar.

## Descripción
Se observa una terraza verde de la que crece una mata de maíz color oro; entre ella y la estrella que la corona puede leerse el lema "Tierra y Libertad" en una franja color plata. Del mismo tono, enmarcado el emblema, está una banda con la leyenda "La tierra es de quienes la trabajan con sus manos". Este marco se complementa con un filo verde al interior y otro rojo al exterior del escudo. En él se sintetiza la fuerza de los ideales revolucionarios al servicio de mejores condiciones de vida para el pueblo.